# Marcos Sobral
Marcos Sobral (Brasil, 1960) es un botánico brasileño. Desarrolla su actividad científica en el Departamento de Botánica de la Universidad Federal de Minas Gerais, en Belo Horizonte.

## Algunas publicaciones
- Sobral, M. 1991. Sinopsis de las especies reconocidas del género Paramyrciaria Kausel (Myrtaceae). En Spichiger, RE & GF Bocquet, eds. Notulae ad floram paraquaiensem. Candollea 46 :512–521
- 1999.  Valeriana tajuvensis (Valerianaceae), a New Species from Southern Brazil. Novon 9 ( 1 ): 114–117
- 2000.  Valeriana eupatoria (Valerianaceae), a New Species from Rio Grande do Sul, Brazil. Novon 10 ( 3 ): 149–152
- Sobral, M; O Zambom. 2002a.  Neomitranthes obtusa (Myrtaceae), a New Species from Espírito Santo, Brazil. Novon 12 ( 1 ): 112–114
- Larocca, J; M Sobral. 2002b. Dyckia delicata (Bromeliaceae), a New Species from Rio Grande do Sul, Brazil. Novon 12 ( 2 ) : 234–236
- Sobral, M; L Rossi. 2003. Mostuea muricata (Gelsemiaceae), a New Species from Brazil. Novon 13 ( 3) : 325–328
- Soares-Silva, LH; M Sobral. 2004. Eugenia myrciariifolia (Myrtaceae), a New Species from Paraná, Brazil. Novon 14 ( 2 ) : 236–238
- Apel, MA; M Sobral; C Menut; JM Bessiere; EFS Schapoval; AT Henriques. 2004. Essential oils from Eugenia species. Part VII: Sections Phyllocalyx and Stenocalyx. J. Essential Oil Res. 16 : 135-138
- 2005.  Plinia nana (Myrtaceae), a New Species from Minas Gerais, Brazil. Novon 15 ( 4 ): 586–589
- Sobral, M; F Couto. 2006a.  Four New Myrtaceae from Eastern Brazil. Novon 16 ( 4) : 520–529
- Kollmann, LJC; M Sobral. 2006b. Myrcia conspicua (Myrtaceae), a New Species from Espírito Santo, Brazil. Novon 16 ( 4 ) : 501–504
- 2006c. A New Name and Three New Combinations in Brazilian Myrtaceae. Novon 16 ( 1 ) : 136–137
- Moreno, PRH; ME Leite Lima; M Sobral; MC Marx Young; I Cordeiro; M Anders Apel; R Pereira Limberger; AT Henriques. 2007. Essential oil composition of fruit colour varieties of Eugenia brasiliensis Lam. Sci. agric. (Piracicaba, Braz.) 64 ( 4 )

### Libros
- 2003.  A família das Myrtaceae no Rio Grande do Sul. Ed. UNISINOS, São Leopoldo. 215 pp. ISBN 85-7431-182-0

- La abreviatura «Sobral» se emplea para indicar a Marcos Sobral como autoridad en la descripción y clasificación científica de los vegetales.[1]